# مهدی محمدنژادیان
مهدی محمدنژادیان (زادهٔ ۲۳ آبان ۱۳۵۹) فیلم‌نامه‌نویس ایرانی است. وی دانش‌آموخته رشتهٔ ادبیات دراماتیک در دانشکدهٔ هنرهای زیبا (دانشگاه تهران) و دانشکده سینما و تئاتر (دانشگاه هنر تهران) است.

## فیلمشناسی

### سینمایی
- شهر هرت (۱۴۰۱)
- گشت ارشاد ۲ (۱۳۹۵)
- کلاشینکف (فیلم) (۱۳۹۲)
- گشت ارشاد (فیلم) (۱۳۹۰)
- شکلات داغ (۱۳۸۸)[۲]

### تلویزیونی
- شوق پرواز (۱۳۸۷) - شبکه یک - به کارگردانی: یدالله صمدی
- سربه راه (۱۳۹۴)-شبکه پنج-به کارگردانی:سعید سلطانی
- دلدادگان (۱۳۹۶) - شبکه سه - به کارگردانی: منوچهر هادی

## جوایز و نامزدها
- برندهٔ سیمرغ بهترین کارگردانی از سی و هفتمین جشنواره جهانی فیلم فجر برای فیلم کوتاه قربانی
- نامزد دریافت تندیس حافظ بهترین فیلمنامهٔ تلویزیونی در نوزدهمین جشن حافظ برای مجموعهٔ تلویزیونی دلدادگان ۱۳۹۸
- نامزد دریافت جایزهٔ بهترین فیلمنامه در پنجمین دورهٔ جشنواره جام‌جم برای مجموعهٔ تلویزیونی دلدادگان ۱۳۹۷